# عبدالرضا جوکار
عبدالرضا جوکار سال ۱۳۴۹ در شهر دزفول به دنیا آمد، او جانباز ۷۰ درصد و عضو تیم ملی دو ومیدانی جانبازان و معلولین ایران است،
عبدالرضا جوکار رکورددار پرتاب نیزه تیم ملی ایران است. وی در مسابقات پارالمپیک تابستانی ۲۰۰۸ پکن چین موفق به کسب نشان طلای بازی‌ها گردید. وی در پارالمپیک تابستانی ۲۰۱۲ لندن که پرچم‌دار ایران نیز بود، با حد نصاب بیست متر و هفتاد و دو سانتیمتر، پس از ورزشکار جامایکا دوم شد و به نشان نقره رسید.